# 1992 SQ
1992 SQ är en asteroid i huvudbältet, som upptäcktes den 26 september 1992 av den japanske amatörastronomen Atsushi Sugie i Dynic-observatoriet.
Asteroiden har en diameter på ungefär 3 kilometer.